# Mouffette
Pour l’article homonyme, voir Skunks.
Mephitidae
 (mars 2016).
Si vous disposez d'ouvrages ou d'articles de référence ou si vous connaissez des sites web de qualité traitant du thème abordé ici, merci de compléter l'article en donnant les références utiles à sa vérifiabilité et en les liant à la section « Notes et références ».
Famille
Les mouffettes ou moufettes (Mephitidae), parfois appelées sconses, sont des mammifères de l'ordre Carnivora et du sous-ordre Caniformia. Leur alimentation est opportuniste, omnivores à tendance carnivore. Elles se distinguent par leur jet de sécrétions anales, jusqu'à 6 m, en cas de menace.
Elles ne doivent pas être confondues avec les putois, nom qu’on leur donne parfois par erreur.

## Classification
La famille des Méphitidés (Mephitidae) créée par Charles-Lucien Bonaparte (1803-1857) en 1845, regroupe les mouffettes. Cette famille était précédemment considérée comme la sous-famille des Mephitinae, classée dans la famille des mustélidés. Mais l'étude génétique a amené à une reclassification. Seules deux espèces (genre) sont présentes en Asie du Sud-Est, toutes les autres sont américaines.

### Liste des espèces
La famille des Méphitidés se compose de quatre genres de mouffettes, selon MSW :
- genre Conepatus (Gray, 1837)
  - Conepatus chinga
  - Conepatus humboldtii
  - Conepatus leuconotus
  - Conepatus semistriatus
- genre Mephitis (É. Geoffroy Saint-Hilaire & F. G. Cuvier, 1795)
  - Mephitis macroura
  - Mephitis mephitis ou mouffette rayée
- genre Mydaus (F. G. Cuvier, 1821
  - Mydaus javanensis
  - Mydaus marchei
- genre Spilogale (Gray, 1865)
  - Spilogale angustifrons
  - Spilogale gracilis
  - Spilogale putorius
  - Spilogale pygmaea

## Répartition
La plupart des espèces de moufettes (genres Conepatus, Mephitis et Spilogale) sont inféodées aux continents américains (nord et sud). Seul le genre Mydaus est endémique d'Indonésie et des Philippines.

## Sécrétions
Ses glandes anales sécrètent un liquide fortement nauséabond qui est projeté sur un animal présentant une menace. Il est constitué de thiols comme le (E)-but-2-ène-1-thiol (C4H8S, 40 %), 3-méthylbutane-1-thiol (C5H12S, 22 %) ou le quinoline-2-méthanethiol (C10H9NS, 3 à 12 %).

## Relations avec l'être humain
En 1634, la moufette est décrite par les Relations des Jésuites :

« L'autre est vn animal basset, de la grandeur des petits chiens, ou d'vn chat ; ie luy donne place icy, non pour son excellence, mais pour en faire vn symbole du peché ; i'en ay veu trois ou quatre. Il est d'vn poil noir assez beau et luisant, il porte sur son dos deux rayes toutes blanches, qui se ioignans vers le col et croche de la queuë, font une ouale qui luy donne tres belle grace ; la queuë est touffuë et bien fournie de poil, comme la queuë d'vn Regnard, il la porte retroussée, comme vn Escurieux, elle est plus blanche que noire : vous diriez à l'œil notamment quand il marche, qu'il meriteroit estre nommé le petit chien de Iupiter ; mais il est si puant, et iette vne odeur si empestée, qu'il est indigne d'estre appellé le chien de Pluton, il n'y a voirie si infecte ; ie ne l'aurois pas creu si ie ne l'auois senty moy mesme, le cœur vous manque quasi quand vous en approchez. On en a tué deux dans nostre court ; plusieurs iours apres il sentoit si mal par tout nostre maison, qu'on n'en pouuoit supporter l'odeur. Ie croy que le peché que sentit saincte Catherine de Sienne, deuoit estre de mesme puanteur. »

### Remèdes aux émanations malodorantes
Malgré la croyance populaire, le remède aux émanations mouffettières (un bain de jus de tomate) ne contribue qu'à masquer l'odeur[réf. nécessaire]. Il existe sur le marché des crèmes et des onguents spéciaux contre les émanations mouffettières.
Paul Krebaum, un chimiste de l’Illinois, a mis au point une formule anti-odeurs. Il cherchait initialement à éliminer de son laboratoire des odeurs fétides dues aux thioalcools (alcools et phénols sulfurés) produits naturellement et souvent créés lors de la dégradation des protéines. À base d'eau oxygénée, de bicarbonate de soude et de savon, sa formule facilite la liaison des molécules d’oxygène avec les thiols, neutralisant ainsi leur odeur.
Paul Krebaum refusa de breveter sa formule et la publia en octobre 1993 dans Chemical and Engineering News.
La voici adaptée aux animaux de compagnie :
- Un litre d’eau oxygénée (peroxyde d'hydrogène 3 %) ;
- 1⁄4 de tasse (62,5 grammes) de bicarbonate de sodium (levure chimique / soda à pâte) ;
- Une cuillère à café (5 ml) de  savon liquide à vaisselle.

### Mouffettes dans la culture
La mouffette est très souvent confondue avec le putois dans les bandes dessinées (comme Gaston Lagaffe) et les dessins animés (comme Fleur dans Bambi et Bambi 2 de Walt Disney Pictures, Pépé le putois chez Warner Bros., Stella dans Nos voisins, les hommes de DreamWorks, ou Fifi dans Les Tiny Toons), mais ces deux espèces sont membres de familles différentes : la mouffette (famille des méphitidés) est rayée de noir et de blanc alors que le putois (famille des mustélidés) est brun. Dans le dessin animé Candy, la mouffette qui accompagne Monsieur Albert s'appelle Bup.
Elle est également bien connue par son nom anglo-américain skunk, ce dernier étant largement promu par la bande dessinée et le cinéma américain. On peut aussi employer le terme français sconse.